# 23. Szaturnusz-gála
A 23. Szaturnusz-gála az 1996-os év legjobb filmes és televíziós sci-fi, horror és fantasy alakításait értékelte. A díjátadót 1997. július 23-án tartották Kaliforniában.

## Győztesek és jelöltek
Forrás:

### Film
| Legjobb sci-fi-film | Legjobb fantasyfilm |
| --- | --- |
| - A függetlenség napja - Menekülés Los Angelesből - Dr. Moreau szigete - Támad a Mars! - Tudományos Rejtélyek Színháza 3000: A film - Star Trek: Kapcsolatfelvétel | - Sárkányszív - Pinokkió - A Notre Dame-i toronyőr - James és az óriásbarack - Matilda, a kiskorú boszorkány - Bölcsek kövére - A csodabogár |
| Legjobb horrorfilm | Legjobb akciófilm, kalandfilm vagy filmthriller |
| - Sikoly - Dellamorte dellamore - Bűvölet - Vérfagyasztó - Törjön ki a frász! - A bestia | - Fargo - Fülledtség - Mission: Impossible - Váltságdíj - A szikla - Twister |
| Legjobb férfi főszereplő | Legjobb női főszereplő |
| - Eddie Murphy – Bölcsek kövére (Sherman Klump / Haver Lamour / Lance Perkins / Papa Klump / Mama Klump / Nagyi Klump / Ernie Klump) - Michael J. Fox – Törjön ki a frász! (Frank Bannister) - Jeff Goldblum – A függetlenség napja (David Levinson) - Bill Paxton – Twister (Bill Harding) - Will Smith – A függetlenség napja (Steven Hiller) - Patrick Stewart – Star Trek: Kapcsolatfelvétel (Jean-Luc Picard) | - Neve Campbell – Sikoly (Sidney Prescott) - Geena Davis – Utánunk a tűzözön (Samantha Caine (Charly)) - Gina Gershon – Fülledtség (Corky) - Helen Hunt – Twister (Dr. Joanne "Jo" Harding) - Frances McDormand – Fargo (Marge Gunderson) - Penelope Ann Miller – A bestia (Dr. Margo Green)                                                                  |
| Legjobb férfi mellékszereplő | Legjobb női mellékszereplő |
| - Brent Spiner – Star Trek: Kapcsolatfelvétel (Data) - Jeffrey Combs – Törjön ki a frász! (Milton Dammers) - Edward Norton – Legbelső félelem (Aaron Stampler / Roy) - Joe Pantoliano – Fülledtség (Caesar) - Brent Spiner – A függetlenség napja (Dr. Brakish Okun) - Skeet Ulrich – Sikoly (Billy Loomis) | - Alice Krige – Star Trek: Kapcsolatfelvétel (Borg királynő) - Fairuza Balk – Dr. Moreau szigete (Aissa) - Drew Barrymore – Sikoly (Casey Becker) - Glenn Close – Támad a Mars! (Marsha Dale) - Pam Ferris – Matilda, a kiskorú boszorkány (Agatha Trunchbull) - Vivica A. Fox – A függetlenség napja (Jasmine Dubrow) - Jennifer Tilly – Fülledtség (Violet) |
| Legjobb fiatal színész | Legjobb rendező |
| - Lucas Black – Pengeélen (Frank Wheatly) - Kevin Bishop – Muppet Kincses Sziget (Jim Hawkins) - James Duval – A függetlenség napja (Miguel) - Lukas Haas – Támad a Mars! (Richie Norris) - Jonathan Taylor Thomas – Pinokkió (Pinokkió) - Mara Wilson – Matilda, a kiskorú boszorkány (Matilda Wormwood) | - Roland Emmerich – A függetlenség napja - Tim Burton – Támad a Mars! - Joel Coen – Fargo - Wes Craven – Sikoly - Jonathan Frakes – Star Trek: Kapcsolatfelvétel - Peter Jackson – Törjön ki a frász! |
| Legjobb forgatókönyv | Legjobb jelmez |
| - Kevin Williamson – Sikoly - Brannon Braga, Ronald D. Moore – Star Trek: Kapcsolatfelvétel - Dean Devlin, Roland Emmerich – A függetlenség napja - Jonathan Gems – Támad a Mars! - The Wachowskis – Fülledtség - Fran Walsh, Peter Jackson – Törjön ki a frász! | - Star Trek: Kapcsolatfelvétel – Deborah Everton - Sárkányszív – Thomas Casterline, Anna B. Sheppard - Menekülés Los Angelesből – Robin Michel Bush - A függetlenség napja – Joseph A. Porro - Támad a Mars! – Colleen Atwood - Rómeó + Júlia – Kym Barrett                                                                                                   |
| Legjobb smink | Legjobb filmzene |
| - Bölcsek kövére – Rick Baker, David LeRoy Anderson - Törjön ki a frász! – Rick Baker, Richard Taylor - Dr. Moreau szigete – Stan Winston, Shane Mahan - A gonosz csábítása – Jenny Shircore, Peter Owen - Star Trek: Kapcsolatfelvétel – Michael Westmore, Scott Wheeler, Jake Garber - Sorvadj el! – Greg Cannom | - Danny Elfman – Támad a Mars! - David Arnold – A függetlenség napja - Randy Edelman – Sárkányszív - Danny Elfman – Törjön ki a frász! - Jerry Goldsmith – Star Trek: Kapcsolatfelvétel - Nick Glennie-Smith, Hans Zimmer, Harry Gregson-Williams – A szikla                                                                                                  |
| Legjobb különleges effektek | Legjobb házimozis megjelenés |
| - A függetlenség napja – Volker Engel, Clay Pinney, Douglas Smith, Joe Viskocil - Sárkányszív – Scott Squires, Phil Tippett, James Straus, Kit West - Törjön ki a frász! – Wes Takahashi, Charlie McClellan, Richard Taylor - Támad a Mars! – Jim Mitchell, Michael L. Fink, David Andrews, Michael Lantieri (Industrial Light & Magic (ILM), Warner Digital Studios) - Star Trek: Kapcsolatfelvétel – John Knoll (Industrial Light & Magic (ILM)) - Twister – Stefen Fangmeier, John Frazier, Habib Zargarpour, Henry LaBounta | - Galaktikus támadás - La machine - Nekronomikon - A holtak könyve - Pinokkió bosszúja - Tremors 2. – Ahová lépek, ismét szörny terem - Kőbe zárt halál |

### Televízió

#### Műsorok
| Legjobb televíziós sorozat | Legjobb kábeltelevíziós sorozat |
| --- | --- |
| - X-akták (Fox) - Dark Skies (NBC) - A kiválasztott – Az amerikai látnok (CBS) - Millennium (Fox) - A Simpson család (Fox) - Sliders (Fox)     | - Végtelen határok (Showtime) - Babylon 5 (Syndicated) - Hegylakó (Syndicated) - Robin Hood legújabb kalandjai (TNT) - Poltergeist – A kopogó szellem (Showtime) - Star Trek: Deep Space Nine (Syndicated) |
| Legjobb televíziós műsor | |
| - Ki vagy, doki? (Fox) - Idegenek: Belső ellenség (Fox) - A szörny (NBC) - The Canterville Ghost (ABC) - Gulliver utazásai (NBC) - Lottó (NBC) | |

#### Színészek
| Legjobb televíziós színész | Legjobb televíziós színésznő |
| --- | --- |
| - Kyle Chandler – A kiválasztott – Az amerikai látnok (CBS) (Gary Hobson) - Avery Brooks – Star Trek: Deep Space Nine (Syndicated) (Benjamin Sisko) - Eric Close – Dark Skies (NBC) (John Loengard) - David Duchovny – X-akták (Fox) (Fox Mulder) - Lance Henriksen – Millennium (Fox) (Frank Black) - Paul McGann – Ki vagy, doki? (Fox) (A nyolcadik Doktor) | - Gillian Anderson – X-akták (Fox) (Dana Scully) - Claudia Christian – Babylon 5 (Syndicated) (Susan Ivanova) - Melissa Joan Hart – Sabrina, a tiniboszorkány (ABC) (Sabrina Spellman) - Lucy Lawless – Xena: A harcos hercegnő (Syndicated) (Xena) - Helen Shaver – Poltergeist – A kopogó szellem (Showtime) (Rachel Corrigan) - Megan Ward – Dark Skies (NBC) (Kimberly Sayers) |

### Különdíj
- George Pal Memorial Award: Kathleen Kennedy
- Életműdíj: Dino De Laurentiis, John Frankenheimer, Sylvester Stallone
- President's Award: Billy Bob Thornton
- Service Award: Edward Russell
- Special Award: Star Wars IV. rész – Egy új remény (a 20. évforduló alkalmából)

## Fordítás
- Ez a szócikk részben vagy egészben  a(z)   23rd Saturn Awards című angol Wikipédia-szócikk fordításán alapul.  Az eredeti cikk szerkesztőit annak laptörténete sorolja fel. Ez a jelzés csupán a megfogalmazás eredetét és a szerzői jogokat jelzi, nem szolgál a cikkben szereplő információk forrásmegjelöléseként.